# Tynemouth
Koordinaten: 55° 1′ N, 1° 26′ W
Tynemouth ist eine Stadt im Norden Englands und liegt in der Region Tyne and Wear. Ihren Namen verdankt die Stadt der Tatsache, dass hier der Fluss Tyne in die Nordsee mündet. Benachbarte Städte sind unter anderem North Shields und Whitley Bay.
Die Stadt ist nicht zuletzt wegen ihrer schönen Sandstrände ein beliebtes Ausflugsziel und zieht besonders an Wochenenden und Feiertagen zahlreiche Besucher aus den etwa 13 km entfernten Newcastle und Gateshead an, die durch die gelbe Linie der Tyne & Wear Metro mit Tynemouth verbunden sind. Im Sommer gibt es hier auch einige Festivals, unter anderem das seit 2005 ausgerichtete Mouth of the Tyne Festival. Sehenswert sind die Ruinen des alten Castles und des Klosters, sowie ein großes Standbild zu Ehren von Lord Collingwood.

## Persönlichkeiten
- Gilbert Laws (1870–1918), Regattasegler
- William Adams (1902–1963), Fußballspieler
- Ronnie Campbell (1943–2024), Politiker

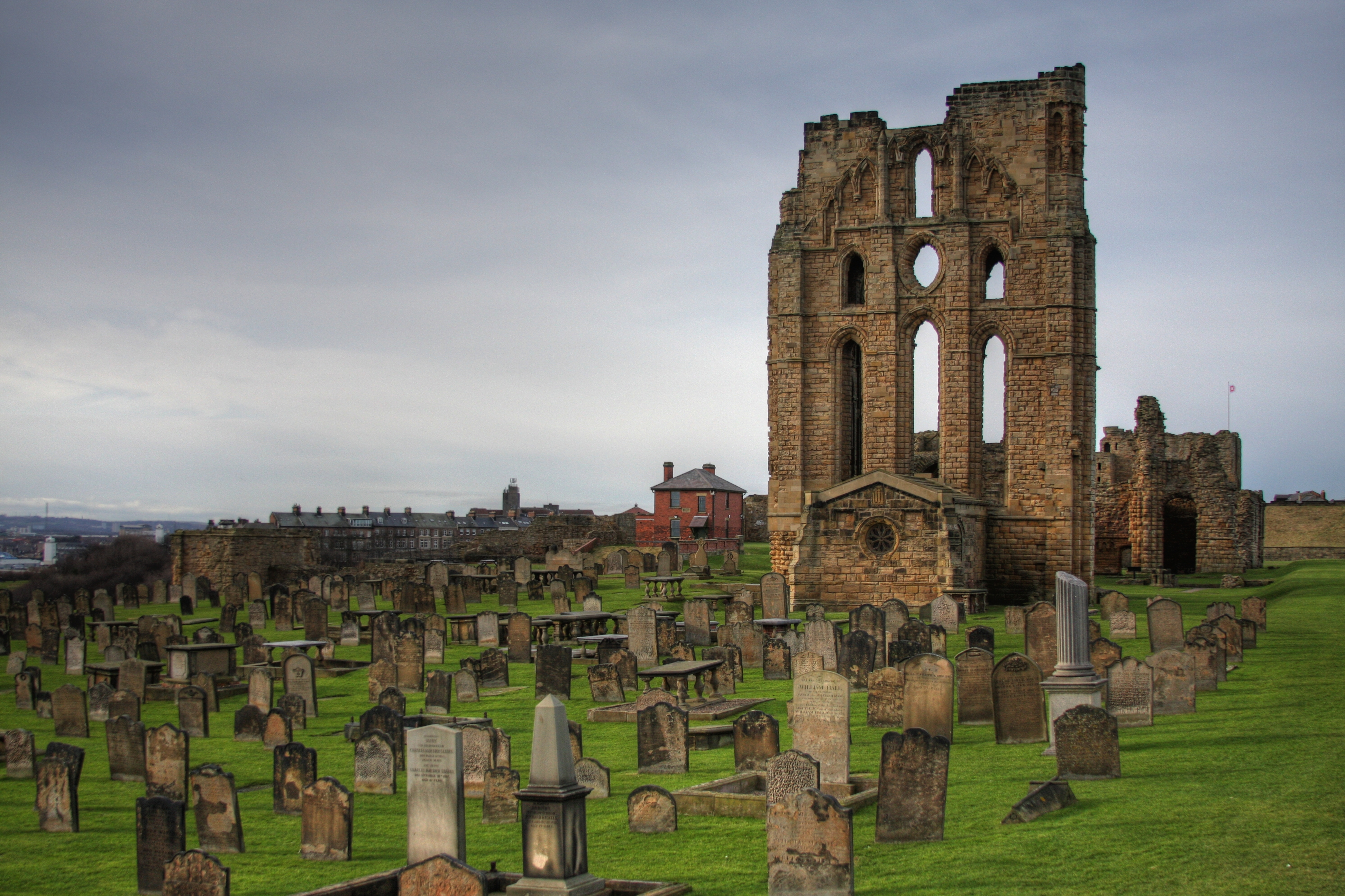
Kloster Tynemouth
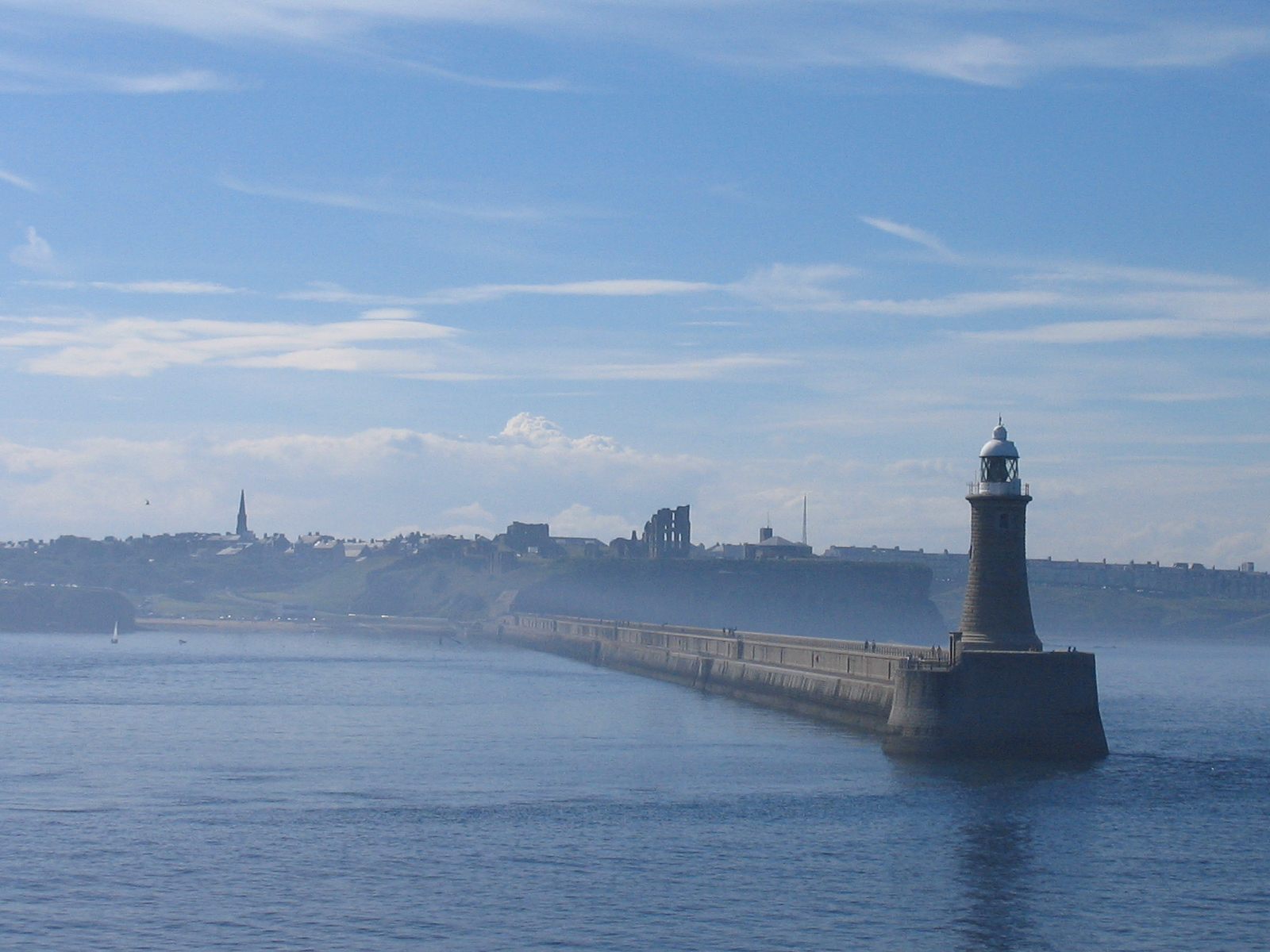
Blick vom Meer auf Leuchtturm, Burg und Kloster
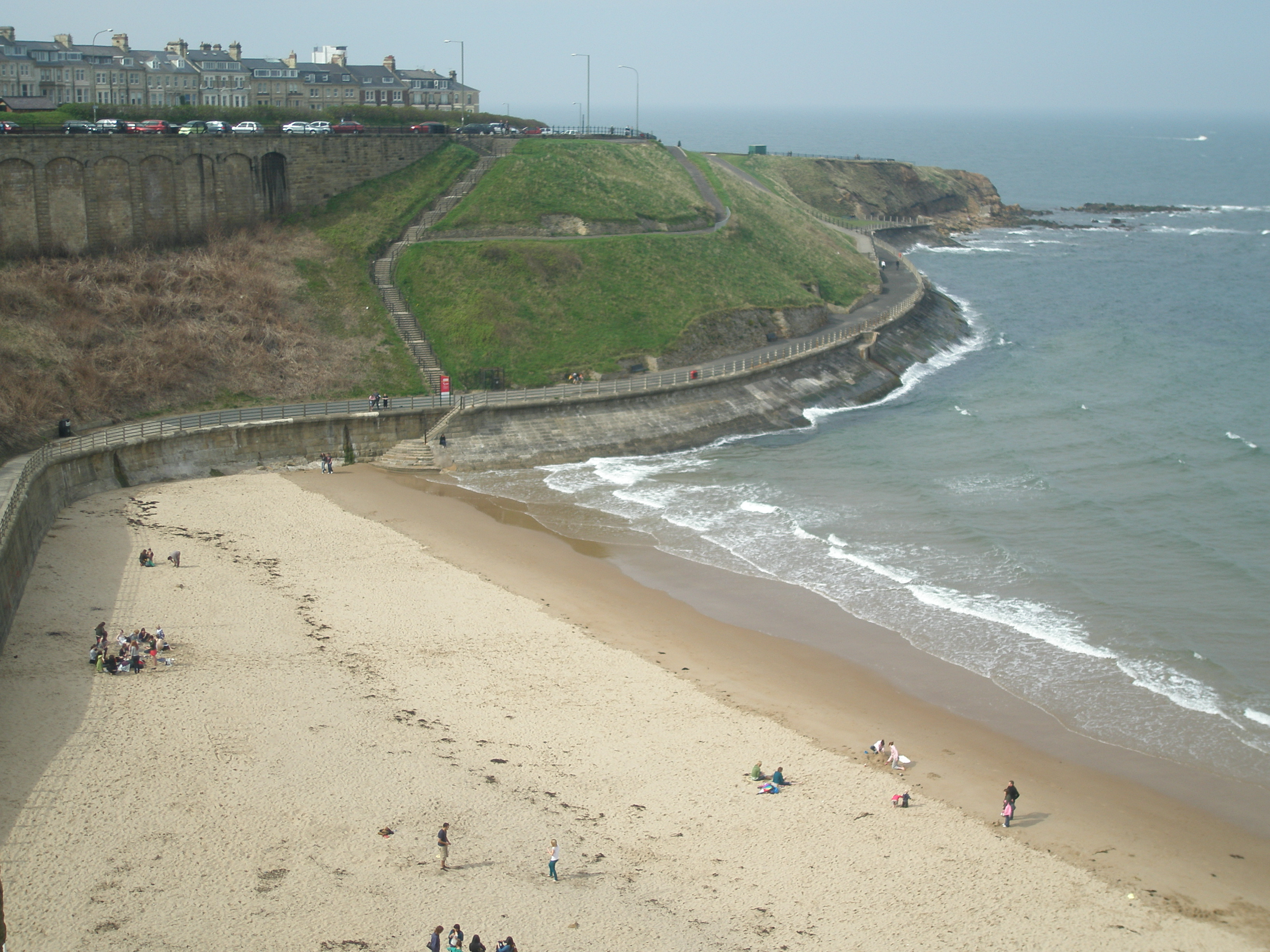
Blick vom Schloss auf die King Edwards Bay